# Кучеки
Куче́ки (рос. Кучеки, чув. Кучек) — селище у складі Шемуршинського району Чувашії, Росія. Входить до складу Шемуршинського сільського поселення.
Населення — 11 осіб (2010; 15 у 2002).
Національний склад:
- татари — 67 %